# Терехово (Калінінський район)
Терехово (рос. Терехово) — присілок в Калінінському районі Тверської області Російської Федерації.
Населення становить 24 особи. Входить до складу муніципального утворення Авакумовське сільське поселення.

## Історія
Від 2005 року входить до складу муніципального утворення Авакумовське сільське поселення.

## Населення
| 2010 |
| ---- |
| 24   |